# Serug
Serug (hebräisch שְׂרוּג, „Zweig“, altgriechisch Σερούχ) ist ein im Alten Testament namentlich erwähnter Mann.

## Biblischer Bericht
Serug, der Sohn Regus, war laut Gen 11,20–23  30 Jahre alt, als er Nahor zeugte, den Großvater Abrahams. Demnach war Serug Urgroßvater des Patriarchen. Außerdem wird berichtet, wie er danach noch 200 Jahre lang gelebt, Söhne und Töchter gezeugt habe und im Alter von 230 Jahren gestorben sei.

## Erwähnung in den Jubiläen
Im Jubiläenbuch wird der Name seiner Mutter mit Ora angegeben (11,1). Nach diesem hieß Serug ursprünglich Saroch und wurde erst später in Serug umbenannt. Seine Frau wird Milka genannt (11,7). Schließlich wird berichtet, Serug sei der erste der Vorfahren Abrahams, welcher Götzen anbetete.